# Geraldine Pittman Woods
Geraldine Pittman Woods   (West Palm Beach, 29 de gener de 1921 - Aliso Viejo, 27 de desembre de 1999) va ser una administradora de ciència americà. És coneguda per la seva dedicació als servei per la comunitat i per establir programes de promoció de les minories en les disciplines STEM, de recerca científica, i recerca bàsica.

## Biografia
Woods va néixer el 29 de gener de 1921, a West Palm Beach Platja, Florida, filla de Susie (King) i Oscar Pittman. A quart de primària, Woods va canviar des de l'escola episcopal privada on anava a l'Industrial High School, l'única escola pública de l'àrea que permetia l'assistència d'alumnes africans-americans. Va graduar-se el 1938 i va anar a Talladega College, una universitat històricament negra a Talladega, Alabama.

Cap dels seus dos pares va estudiar més enllà de l'eighth grade (vuitè grau, equivalent a l'actual 2n d'ESO a Catalunya), i el seu pare va morir quan era una adolescent, però la seva mare va ser molt ferma amb l'objectiu que Woods tingués bons resultats acadèmics. Woods una vegada que va declarar: 
"La meva mare pagava per tot. Va tenir un compromís enorme amb l'educació en general i la meva educació en particular... Com que sempre va ser conscient que mai va tenir l'oportunitat d'accedir a una educació, va voler que jo, la seva única filla, tingués tota l'educació que desitgés."
El 1940, la mare del Woods va emmalaltir i va ser ingressada al Johns Hopkins Hospital a Baltimore, Maryland. Per tal de poder ser a prop d'ella, Woods va canviar d'universitat per passa a anar a la Howard University, a Washington DC Allà, Woods va excel·lir en biologia i altres classes de ciència. El Dr. Louis Hansborough, un professor de Howard, la va animar a continuar estudiant embriologia després de la seva graduació l'any 1942. El 1943, Woods va cursar un màster impartit conjuntament per Radcliffe College i Harvard University i el 1945 va obtenir un màster en neuro-embriologia.
El 1945 també va ser inclosa a Phi Beta Kappa, una societat d'honors nacional, pels seus mèrits acadèmics.

## Carrera

### Dècades 1940–1950
Després de conseguir el seu doctorat, Woods va treballar breument en una posició com a instructora a Howard University, la universitat on havia estudiat, fins al 1946. Llavors va retirar-se durant 25 anys del món de la ciència per centrar-se en la seva família.

### Dècada 1960
Woods va implicar-se profundament amb el voluntariat local i afers de la comunitat, particularment els relatius a minories. Amb el temps, el seu voluntariat va expandir-se a nivell nacional. A partir del 1963, va servir un mandat de quatre anys el Personnel Board of the California Department of Employment (Junta de Personal del Departament d'Ocupació de Califòrnia). L'any següent, esdevingué membre del National Institute of General Medical Sciences (Institut Nacional de Ciències Mèdiques Generals) o NIGMS, dins del marc dels National Institutes of Health (Instituts Nacionals de Salut) o NIH. Més tard, el 1964, la Doctora Geraldine P. Woods es va convertir en la primera dona africana americana nomenada al National Advisory General Medical Services (Serveis Nacionals d'Assessorament de Medicina General) o NAGMS, un dels consells assessors NIGMS. En aquesta posició, va adreçar la necessitat de millorar l'educació en el camp de la ciència i les oportunitats de recerca a institucions minoritàries. El 1969 la NIGMS la va nomenar assessor especial, una posició molt ben valorada.
Va ser membre de Delta Sigma Theta, una sororitat històricament africana americana durant dècades, i va servir-hi dos mandats com a president nacional, des del 1963 fins al 1967. Sota el seu lideratge, el 1967 Delta Sigma Theta va fundar The Delta Research and Educational Foundation o DREF (la fundación Delta educativa i de recerca), una ONG que ajuda organitzacions destinades als serveis de comunitat.
Les accions de Woods pel desenvolupament comunitari van cridar l'atenció de la Primera Dama Claudia Alta Taylor "Lady Bird" Johnson el 1965, de forma que això Woods va ser convidada a la Casa Blanca per ajudar a llançae el Programa d'Inici del Cap, un ENS anti-programa de pobresa, amb Delta Sigma Theta. Llavors, dins 1968, President Lyndon B. Johnson ell va fixar el seu President de la Defensa Comitè Aconsellable en Dones en els Serveis, un comitè que dones d'ajuts que serveixen en l'ENS Forces armades.

### Dècada 1970
Des del 1968 fins al 1972 va continuar la seva tasca amb els serveis per la comunitat com la vicepresidenta de la Community Relations Conference of Southern California (Conferència de Relacions de la Comunitat de Califòrnia Del sud).
El 1972 dos programes nacionals en els quals treballava Woods amb el NIGMS, el Minority Access to Research Careers Program o MARC (Programa d'Accés de les Minories a les Carreres de Recerca) i el Minority Biomedical Research Support Program o MBRS (Programa de Suport a la Recerca Biomèdica Minoritària), van posar-se finalment en marxa, encara que va tenir problemes convencent a les administracions de les universitats negres per a que s'hi involucressin. En aquell punt molts se'n malfiaven com a conseqüència dels anys que nhavien estat apartats.
Des del 1978, Woods va fer tant de Presidenta de la Junta Directiva de Howard University. Durant el seu mandat, va parlar a la dedicació de l'escultura d'Elizabeth Catlett Students Aspire.

### Dècades 1980–1990
L'any 1980 el MARC i el MBRS ja havien s'havien popularitzat i centenars d'estudiants s'estaven beneficiant dels programes arreu del país. Juntament amb les altres posicions notables esmentades, Woods va encapçalar la junta directiva de la Howard University entre el 1975 i el 1988.
Ella finalment va retirar-se del NIH i molts dels seus càrrecs el 1991.

## Premis i honors
Woods ha guanyat premis nombrosos per la seva dedicació a serveis de comunitat i els drets de les minories, incloent el Premi Mary Church Terrell Award de Delta Sigma Theta i el Scroll of Merit de la National Medical Association (Associació Mèdica Nacional) el 1979, el Howard Univerity Achievement Award el 1980, i un el premi Distinguished Leadership Achievement Award de la National Association for Equal Opportunity in Higher Education (Associació Nacional per la Igualtat d'Oportunitats en l'Educació Superior) el 1987.
El 1978, la sisena edicio del simposi NIGMS Minority Biomedical Support o MBS, celebrat a l'Atlanta University Center a Georgia, va ser dedicat a Woods. El Federal City Chapter de Delta Sigma Theta Sorority, Inc. va reconèixer les contribucions Woods a la sororitat mitjançant l'establiment del premi la Geraldine P. Woods Science Award (premi de cinències Geraldine P. Woods) el 1994. A l'Annual Biomedical Research Conference for Minority Students (Conferència Anual de Recerca Biomèdica per Estudiants Minoritaris) o ABRCMS el 2003, elNIGMS va anunciar el premi Geraldine Woods Award com a conseqüència del seu paper fonamental en el desenvolupament del MBRS i el MARC, dos programes de minories del NIH. Aquest premi reconeix individus que han tingut un impacte significatiu en la promoció de l'avenç de minories amb baixa representació en la ciència biomèdica.
Tant a la Howard University com a l' Atlanta University s'han creat beques en el seu nom, en biologia i en química respectivament. També li han concedit títols honorífics a Benedict College, Talladega College, Fisk University, Bennett College, Meharry Medical College, i Howard University.

## Vida personal
Durant el seu temps com a instructora a Howard, va conèixer Robert Woods, un estudiant d'odontologia a la Meharry Medical College, amb qui es va acabar casant. Després que ell es gradués d'odontologia, van traslladar-se a Los Angeles, Califòrnia on Woods va paralitzar la seva carrera temporalment per crier els seus tres fills, Jan, Jerri, i Robert.
Woods va dir una vegada que "estava tan ocupada 'conduint' que no podia trobar temps per investigar i escriure. Però penso que vaig fer una contribució duradora a la ciència no obstant això."
Després d'una llarga malaltia, Woods va morir el 27 de desembre de 1999 a la seva casa d'Aliso Viejo.